# Stanisław Ledóchowski

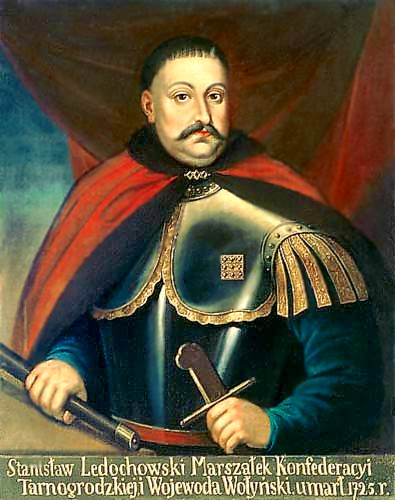
Stanisław Ledóchowski

Stanisław Ledóchowski (* 1666; † 1725) war ein polnischer Staatsmann. Er wurde 1701 Marschall des königlichen Tribunals, 1715–1716 Marschall der Konföderation von Tarnogród, 1717 Sejmmarschall des Stummen Sejms von 1717 und ab 1723 Wojewode von Wolynien, aus dem Adelsgeschlecht der Ledóchowskis. 

## Leben
Die Verlegung der sächsischen Armee nach Polen durch König August II. (er war Kurfürst von Sachsen und König von Polen in Personalunion) rief im Jahr 1713 den Protest des polnischen Adels hervor, der 1715 durch aktuelle Staatsstreichpläne des Königs (Forderung nach der Aufnahme sächsischer Truppen in die polnische Kronarmee) verschärft wurde. Am 26. November 1715 wurde Stanisław Ledóchowski zum Marschall der antisächsischen Konföderation von Tarnogród gewählt und gewann schnell die Unterstützung des Adels. Der russische Gesandte Grzegorz Fiodorowicz Dołgoruki meinte sogar, dass Ledóchowski im Falle einer Entthronung von August II. gute Chancen auf den polnischen Thron hätte. Innerhalb kürzester Zeit stellte er eine Konföderationsarmee auf, die den sächsischen Truppen einen kräftezehrenden Kleinkrieg aufzwang. Er beging jedoch den Fehler, um die Vermittlung Russlands zwischen den Konföderierten und dem König zu bitten. Der Zar profitierte von dieser Vermittlerrolle, ging aber in den Verhandlungen von Danzig auch auf die Interessen des Königs ein, so dass die Meinung der Konföderierten wieder umkippte, während Zar und König auf den bisherigen Ergebnissen bestanden. Infolgedessen begann Ledóchowski antirussische diplomatische Aktionen und versuchte die Hilfe Österreichs, des Osmanischen Reichs oder des Krimkhanats zu erlangen. Die Erfolglosigkeit dieser Bemühungen und der auf Wunsch von August II. erfolgte Einmarsch russischer Truppen in der zweiten Augusthälfte 1716 veranlasste Ledóchowski zu einer erneuten Mobilisierung und zu Verhandlungen mit dem König, um Polen vor einem neuen Krieg zu bewahren. Schließlich wurde am 3. November 1716 eine Übereinkunft unterschrieben und er wurde Marschall des Senats, der der Konföderation ein Ende setzen sollte. Am 1. Februar 1717 hielt er vor dem Stummen Sejm eine berühmte Rede: Im Namen der „wahren Söhne des weißen Adlers“ gelobte er dem König Treue, erteilte aber sonst niemanden das Wort, um eine Diskussion zu vermeiden. Er schloss den Sejm, seiner Hoffnung Ausdruck verleihend, dass Polen wieder den verdienten Frieden fände. 1718 verlangte er im Sejm den Abzug der russischen Truppen (der um 1720 schließlich realisiert wurde) und den Abschluss eines Bündnisses mit Österreich.